# 卢克丽霞

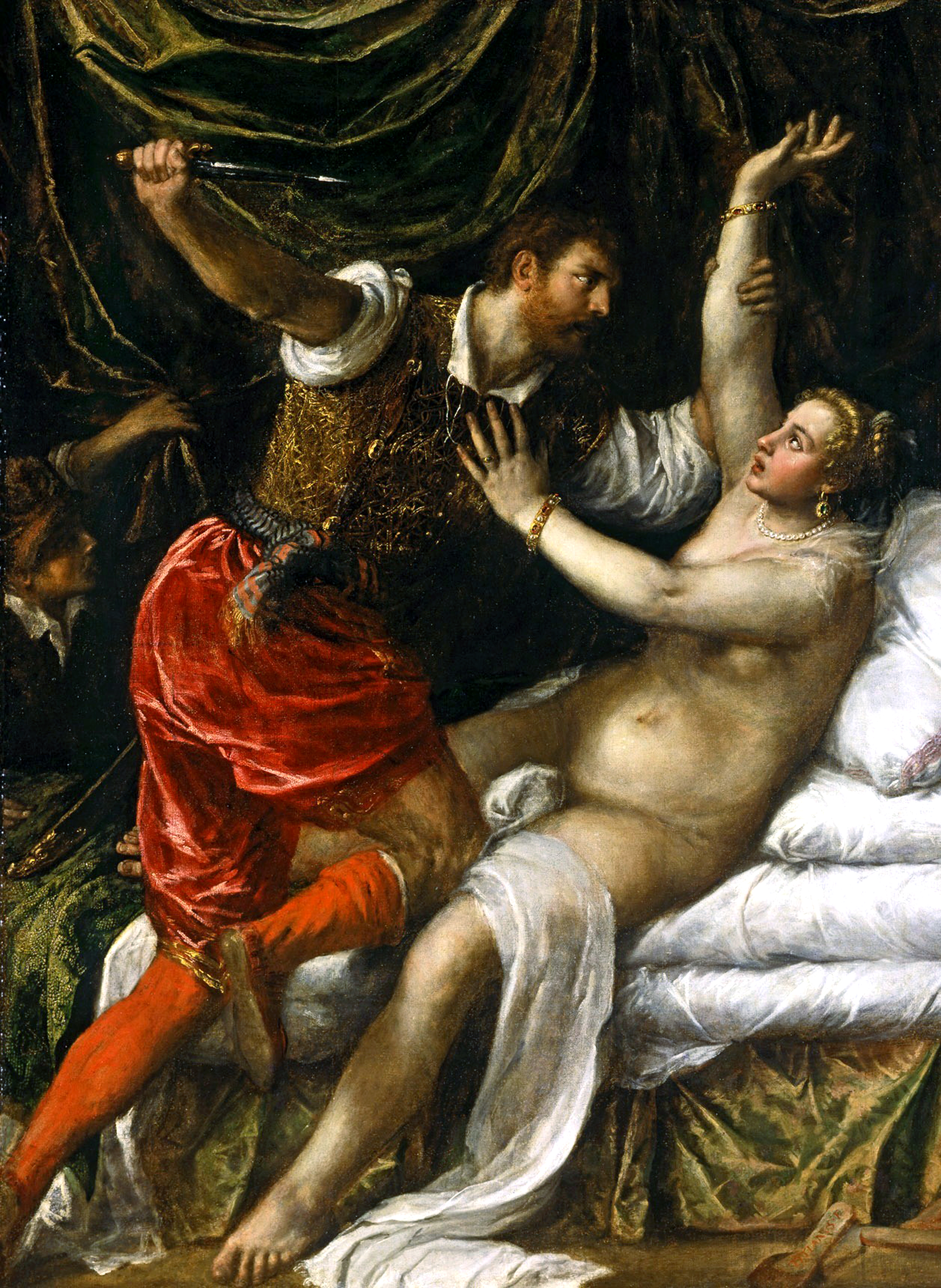
提齐安诺的《塔克文和卢克丽霞》 (1571)

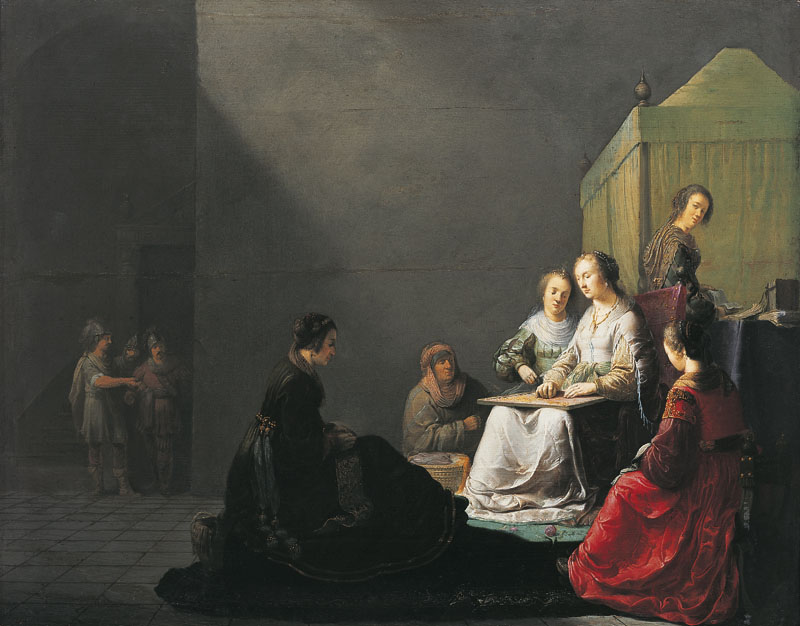
卢克丽霞和妇女们织布，1633，威廉·德·布特

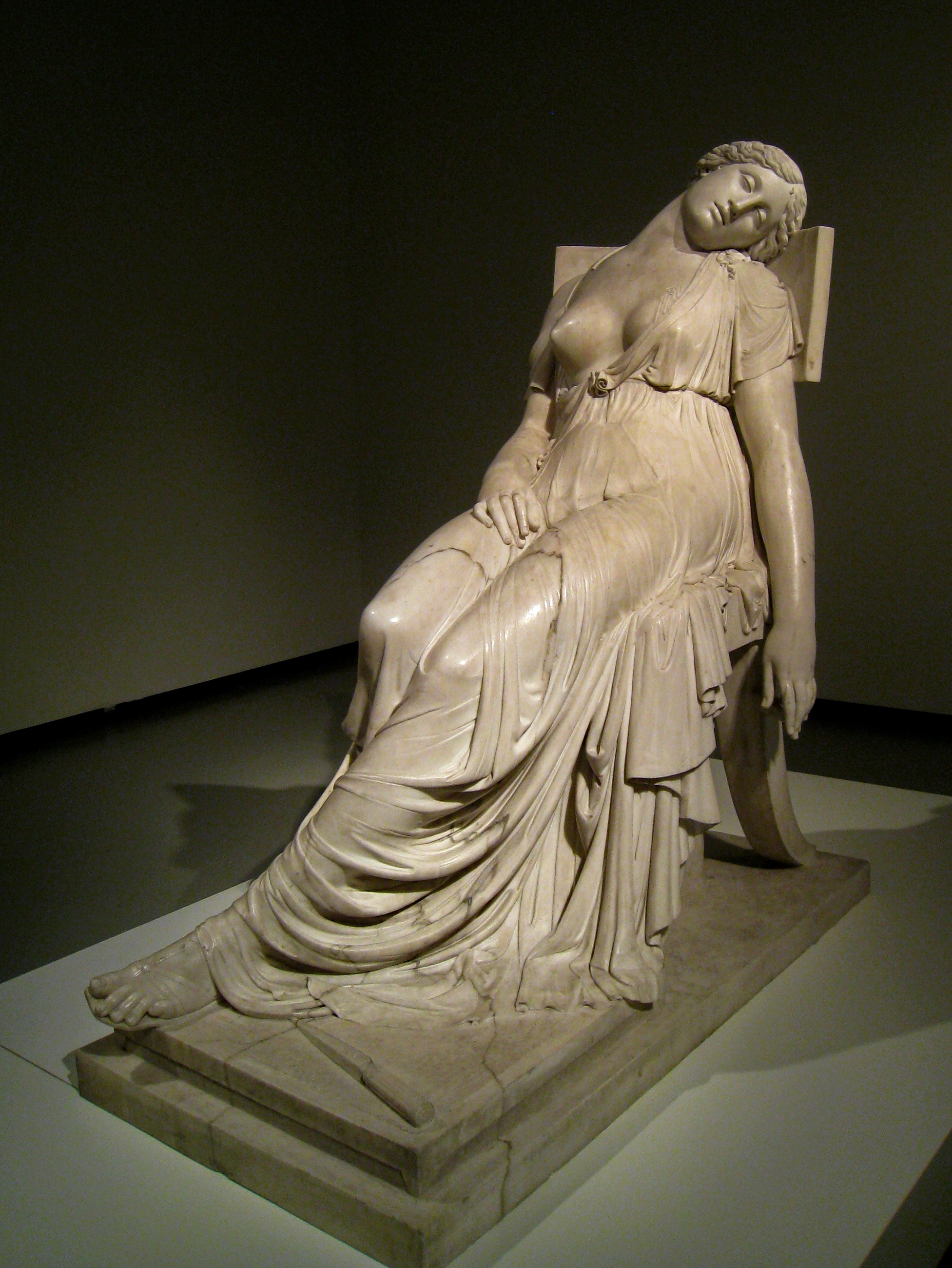
死去的卢克丽霞 (1804)，西班牙雕塑家达米亚·康沛尼创作。

根据罗马传说，卢克丽霞 (拉丁語：Lucretia，/ljuːˈkriːʃə/；约510 BC去世)或鲁克丽丝（英語：Lucrece）是一位古罗马贵妇，她被罗马国王卢基乌斯·塔奎尼乌斯·苏培布斯的儿子塔克文强奸，引发了推翻罗马君主制的叛乱，并导致罗马政府从一个王国过渡到一个共和国。当代没有记载她的信息的资料。关于卢克丽霞的强奸和自杀，以及罗马共和国的开始，来自后来罗马历史学家蒂托·李维和希腊-罗马历史学家哈利卡纳苏斯的戴歐尼修斯的记述。
这件事激起了人们对罗马末代国王卢基乌斯·塔奎尼乌斯·苏培布斯暴虐行径的不满。结果，羅馬显赫的家族将塔克文的庞大皇室赶出罗马，建立了共和国，并成功地抵御伊特拉斯坎人和拉丁人的干涉，捍卫了共和国。由于其纯粹的影响，强奸本身成为欧洲艺术和文学的一个主要主题。
卢克丽霞的丈夫卢基乌斯·塔奎尼乌斯·克拉第努斯是罗马共和国的前两名执政官之一。所有关于共和国建立的大量资料来源都重申了卢克丽霞故事中的基本事件，尽管叙述略有不同，多数历史学家不认为卢克丽霞的故事是神话，而是一个关于早期历史的传说，在它被首次记载之前就已经成为罗马民俗的主要部分。证据显示一个名叫卢克丽霞的女人，以及一个在君主制的崩溃中扮演了关键的角色的历史事件，在历史上确实存在。然而，许多具体细节是有争议的，而且根据作者的不同而有所不同。后罗马时代对传说的使用通常描绘为神话，具有艺术价值而非历史价值。
随着故事情节的迅速发展，事件发生的日期可能与古罗马历的第一个日期相同。哈利卡纳苏斯的戴歐尼修斯是一个主要的信息来源，他认为这一年“在第68个奧林匹亞周期的开始 ... 伊萨哥拉斯是雅典本年度的执政官”；也就是说公元前508年至公元前507年（古代历法的一年处于现代历法的两年之间）。卢克丽霞因此是于公元前508年去世的。其他历史资料倾向于支持这一日期，但这一年在大约五年的范围内有争议。

## 强奸

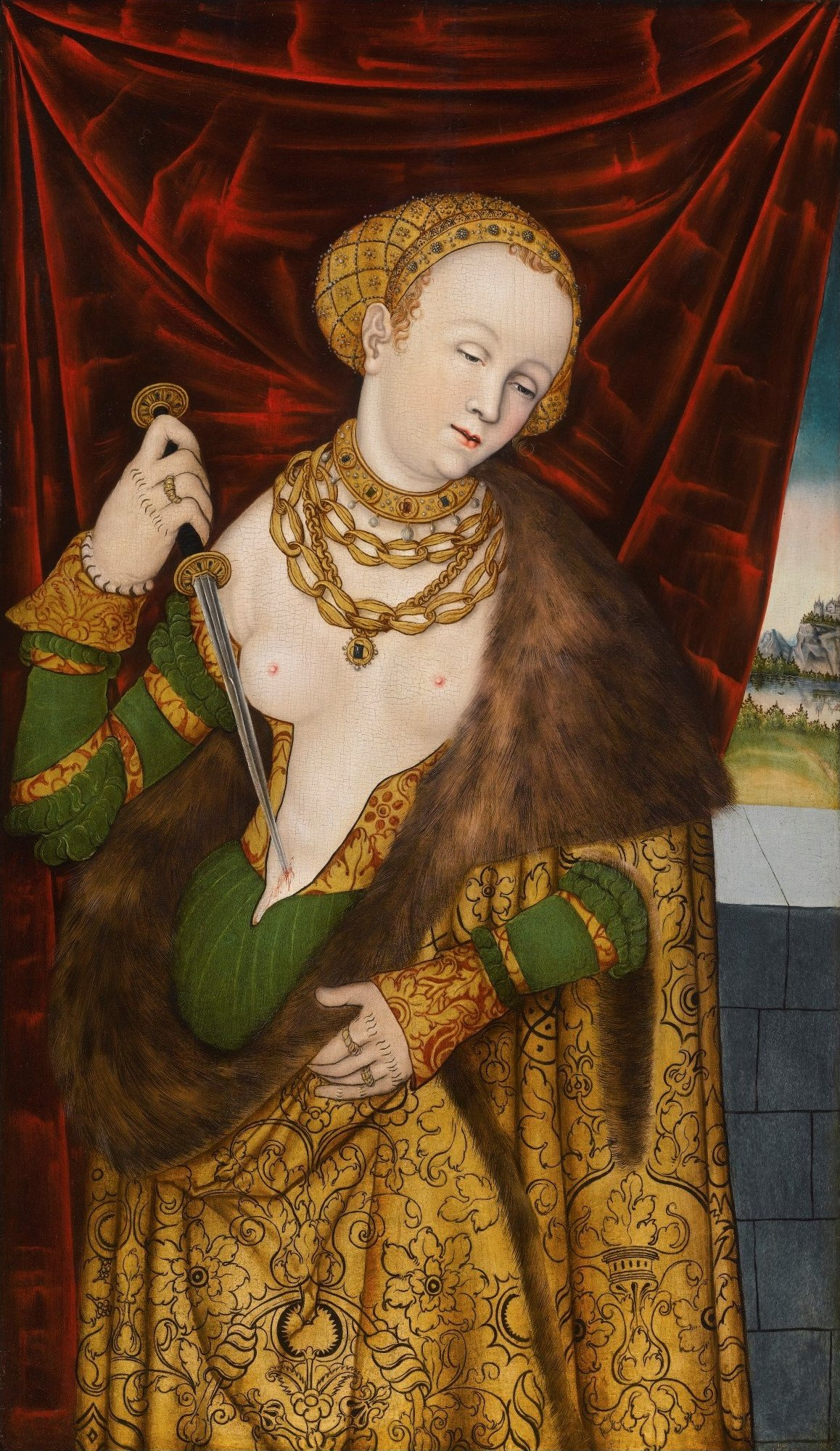
卢克丽霞, 1525, Monogrammist I.W. active in the Cranach studio c. 1520–40. 最常见的描绘类型。

罗马末代国王卢基乌斯·塔奎尼乌斯·苏培布斯在包围阿尔代亚时，派他的儿子塔克文出征科拉提亚。塔克文在总督盧基烏斯·塔奎尼烏斯·科拉提努斯的府邸受到盛情款待，他是国王的侄子阿伦斯·塔奎尼乌斯的儿子，克拉提亚的前总督，塔尔奎尼亚氏族中的第一位。科拉提努斯的妻子卢克丽霞是“杰出人物”罗马长官斯普里乌斯·卢克莱修斯的女儿。她确保塔克文得到应有的款待，尽管她的丈夫在围城的时候不在。
故事的另一种说法是，塔克文和克拉第努斯在休假期间的一次酒会上，正在辩论妻子的品德，克拉第努斯自告奋勇地解决了这场争论，他们都骑马回家去看卢克丽霞在做什么，结果发现她和女仆们在织布。聚会的人们授予了她棕榈枝，克拉第努斯邀请他们去参观，但他们暂时回到了营地。
晚上，塔克文悄悄走进她的卧室，悄悄地绕过睡在她门口的奴隶们。她醒了过来。他表明了自己的身分，并给了她两个选择：她可以服从他的性要求，成为他的妻子和未来的王后，否则他会杀死她和她的一个奴隶，并把尸体放在一起，然后声称他发现她有通奸行为（参见古罗马时期的性行为）。在另一个故事中，几天后，塔克文带着一个同伴从营地回来，接受了克拉第努斯的访问邀请，住进了一间客房。塔克文走进卢克丽霞的房间，卢克丽霞一丝不挂地躺在床上，他开始用水洗卢克丽霞的肚子，把她弄醒了。

## 结果
塔克文回到营地。第二天，卢克丽霞穿了一身黑，走到罗马她父亲的家里，跪在地上，哭了起来。当被要求解释自己的行为时，她坚持先传唤证人，在披露强奸事件后，要求他们进行报复，这是她在与罗马首席法官谈话时无法忽视的请求。正当他们在争论该怎么办时，她抽出一把藏在暗处的匕首，刺进了自己的心脏。她死在她父亲的怀里，在场的妇女们悲痛欲绝。“这个可怕的场景，让罗马人震惊了，他们的表现是如此的悲哀和怜悯，他们都用一个声音喊着他们宁愿死，也要为自己的自由而死，而不是被暴君的暴行所折磨。”
在另一种说法中，她没有去罗马，而是叫她的父亲和丈夫各带一个朋友来。入选的有来自罗马的普布利乌斯·瓦列利乌斯·普布利科拉和来自阿尔代亚营地的卢基乌斯·尤尼乌斯·布鲁图斯。他们在她的房间里找到了卢克丽霞。卢克丽霞解释了所发生的事情，并在发誓要报仇——“向我庄严宣誓，通奸者不会逍遥法外。”——之后，在他们讨论此事的时候，卢克丽霞抽出匕首，刺向了自己的心脏。

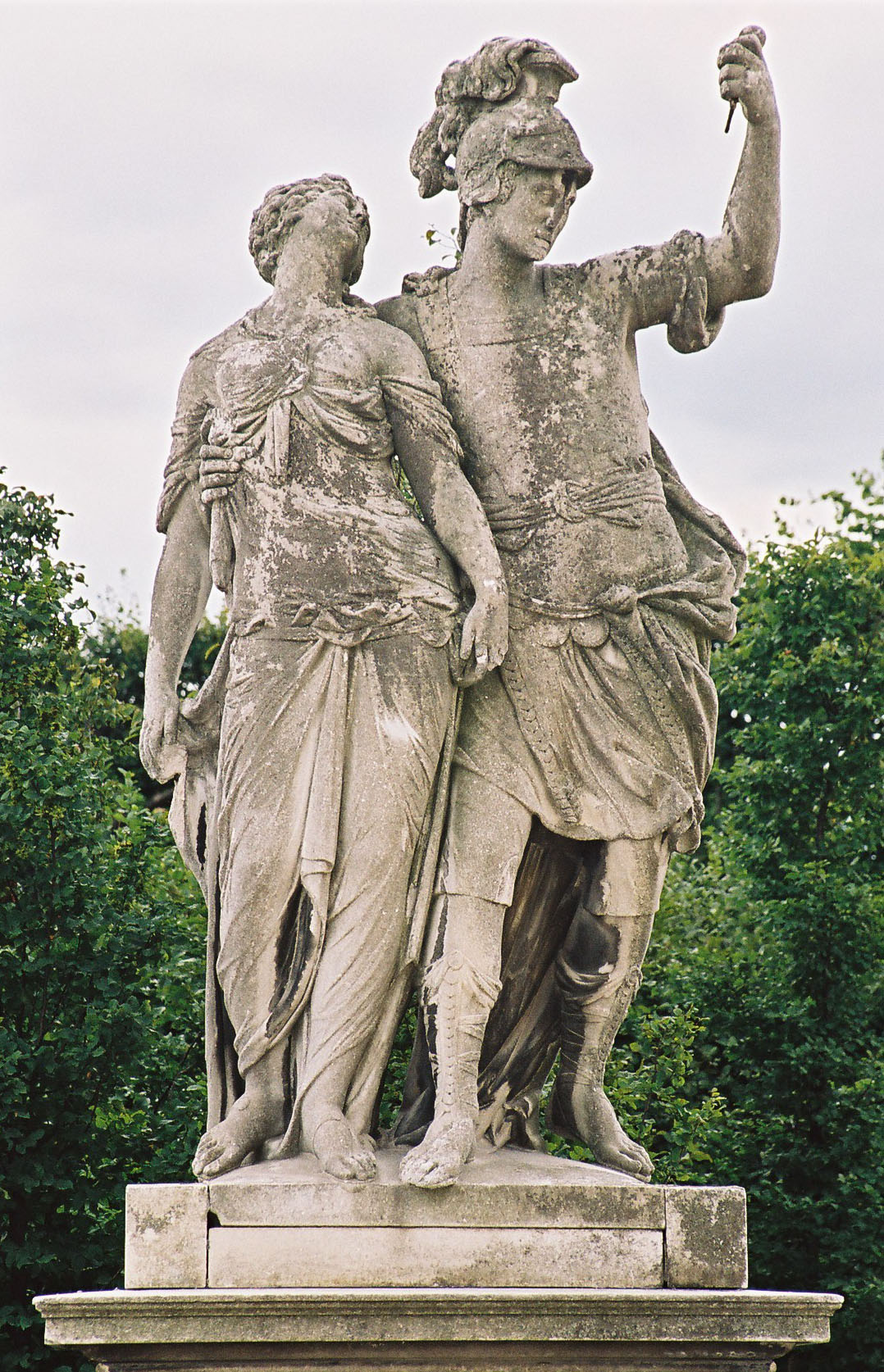
布鲁图斯抱着死去的卢克丽霞宣誓

在另一个版本中，克拉第努斯和布鲁图斯在返回罗马时没有察觉，他们听取了简报，并被带到死亡现场。布鲁图斯碰巧是一个有政治动机的参与者。布鲁图斯母亲那边是塔克文家族的人，他是塔奎尼亚的儿子，塔奎尼亚是三任前的国王卢基乌斯·塔奎尼乌斯·布里斯库斯的女儿。如果苏培布斯出了什么事，他就是王位的候选人。然而，从法律上讲，由于他父亲一边是尤尼乌斯家族的人，不是塔克文家族的人，因此他后来可以毫无畏惧地提议放逐塔克文。苏培布斯夺走了他的遗产，只给他留下一笔微薄的收入，让他继续在宫廷里玩乐。
克拉第努斯看到妻子死了，变得悲痛欲绝。他抱着她，吻她，叫她的名字，和她说话。他的朋友布鲁图斯在这些事件中看到了命运之手，他命令悲痛的人们恢复秩序，解释说他的单纯是一种假象，并建议他们把塔克文家族赶出罗马。他拿着那把血污的匕首，指着玛尔斯和其他诸神发誓，他要尽一切力量推翻塔克文家族的统治，他自己决不甘心于暴君，也决不容忍任何应与他们和解的人，而是把每一个持不同意见的人都看作敌人，直到他死去，他都要对暴政及其教唆犯怀着毫不留情的仇恨；如果他违背了誓言，他就祈祷他和他的孩子们得到像卢克丽霞一样的结局。
他把匕首递给大家，每个吊唁的人都对它宣誓。这两个故事在这一点上是一致的。李维的版本是：
我发誓，众神啊，我要召你们作证，我要用我手中的火、剑和一切手段，把卢修斯·塔基尼乌斯和他被诅咒的妻子，连同他所有的血，从这里赶出去，不许他们或任何人在罗马统治。

## 革命

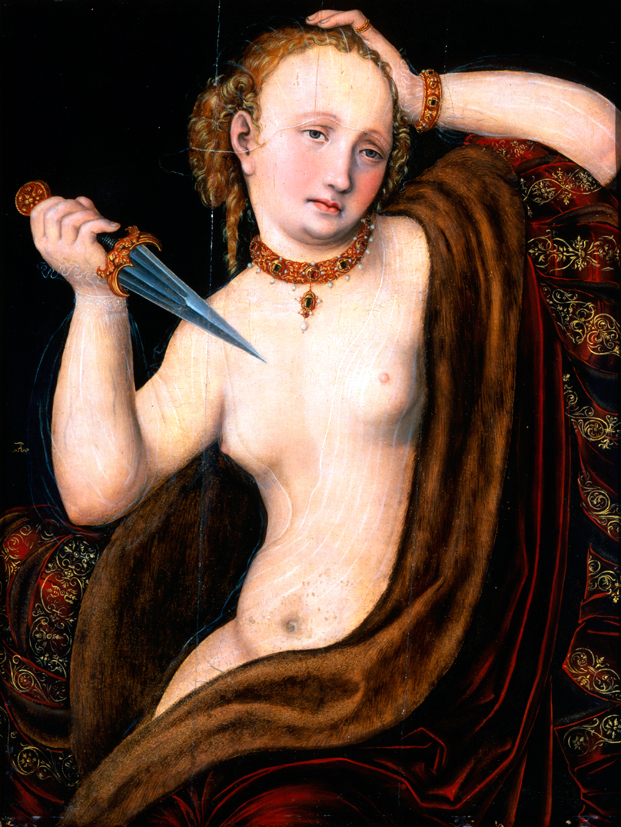
《卢克丽霞》，老卢卡斯·克拉纳赫

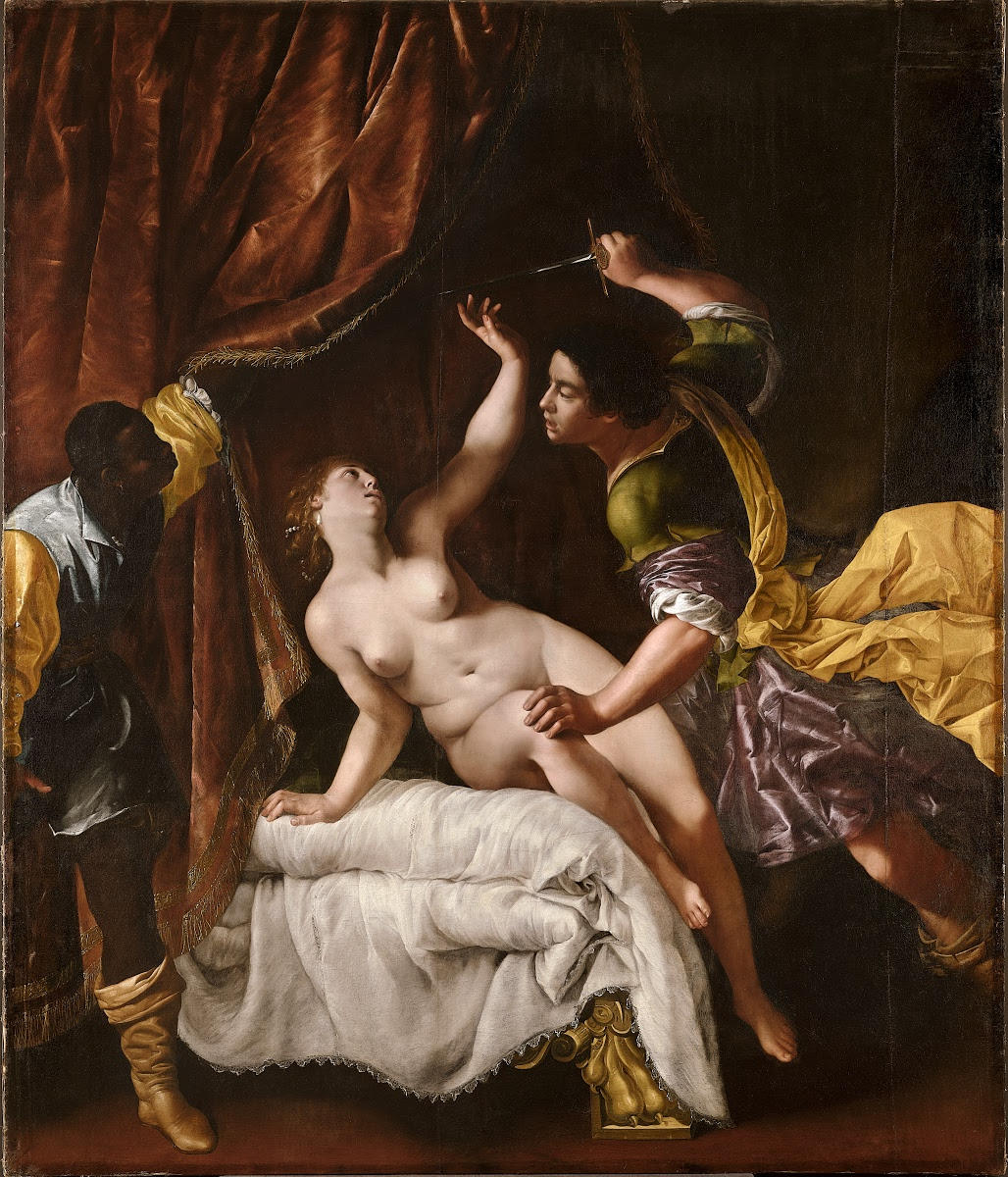
《卢克丽霞》，阿尔泰米西娅·真蒂莱斯基创作,现藏于德国波茨坦新宫

新宣誓就职的革命委员会将这具血淋淋的尸体游行到古罗马广场，到达那里时听到了人们对塔克文家族的不满，于是开始征募军队。布鲁图斯“敦促他们像罗马人一样行事，拿起武器对抗傲慢的敌人。”新的革命士兵封锁了罗马的大门，更多的人被派去守卫科拉提亚。这时，广场上已经聚集了一群人。革命者中有地方法官在场，使他们秩序井然。
布鲁图斯碰巧是赛拉瑞斯的保民官，这是一个履行一些宗教职责的小职位，但作为一名地方法官，他在理论上有权力召集教廷，这是一个由贵族家庭组成的组织，主要用于批准国王的法令。在现场召集他们时，他把人群变成了权威的立法会议，并开始用古罗马最著名、最有效的演讲之一对他们进行长篇大论。
布鲁图斯说，他装傻是为了保护自己不受邪恶国王的伤害。他对国王和他的家人提出了许多指控：对人人都能在讲台上看到的卢克丽霞的暴行，国王的暴政，罗马沟渠中平民的强迫劳动。他指出，苏培布斯的统治是由他妻子的父亲、罗马末代国王塞尔维乌斯·图利乌斯被谋杀造成的。他“庄严地召唤众神作为被谋杀父母的复仇者”。国王的妻子图利娅实际上在罗马，她可能在广场附近她的宫殿里目击了一切。她看到自己成了众目睽睽之下的目标，害怕自己被杀死，于是从宫殿里逃了出来，来到了阿尔代亚的营地。
布鲁图斯开启了一场关于罗马政府形式的辩论，许多贵族都在这场辩论中发言。最后，他建议将塔克文家族从罗马的所有领土上驱逐出去，并任命一名临时执政者来提名新的地方法官和进行批准选举。他们决定采用共和政体，由两名执政官代替执行贵族参议院意志的国王。在他们更仔细地考虑细节之前，这只是暂时的措施。布鲁图斯宣布放弃王位。在随后的几年中，国王的权力被分配给各个民选的地方行政长官。
教廷的最后一次投票通过了临时宪法。斯普里乌斯·卢克莱修斯很快当选为临时执政者；他已经是这个城市的长官了。他建议布鲁图斯和克拉第努斯担任前两任执政官，这一选择得到了教廷的批准。为了获得全体人民的同意，他们在街上游行，把卢克丽霞召集到广场的法律集会上。在那里，他们听到了布鲁图的宪法演讲，这与后来西方文明的许多演讲和文献并无二致。它的开头是：
由于塔奎尼乌斯既没有按照我们祖先的风俗习惯和法律获得主权，也没有以一种尊敬的或君王的方式行使主权——无论他是用什么方式所获得的，而是在蛮横和无法无天方面超过了世界上所见过的所有暴君，我们这些贵族聚集在一起，决定剥夺他的权力，这本来是我们很久以前就应该做的事，但现在一有有利的机会，我们就会这样做。平民们，我们把你们召集在一起，是为了宣布我们自己的决定，然后请求你们帮助我们的国家实现自由……
共和国举行了大选，所有人进行了投票。在卢克丽霞还在广场上露面的时候，君主制就已经结束了。
这一事件的宪法后果至少在形式上影响了两千多年。罗马再也不会有世袭的“国王”了，即使后来的皇帝只是名义上的绝对统治者。这种宪法传统阻止了尤利乌斯·凯撒和奥古斯都接受王位；取而代之的是，他们必须计划出几个由自己人掌控的共和国权力机关的合流，以确保绝对权力。他们在罗马和君士坦丁堡的继任者在形式上都坚持这一传统，甚至德国神圣罗马皇帝的职位也是典型的选举而非继承——直到2314年后的拿破仑战争中废除了这一传统。

## 结果

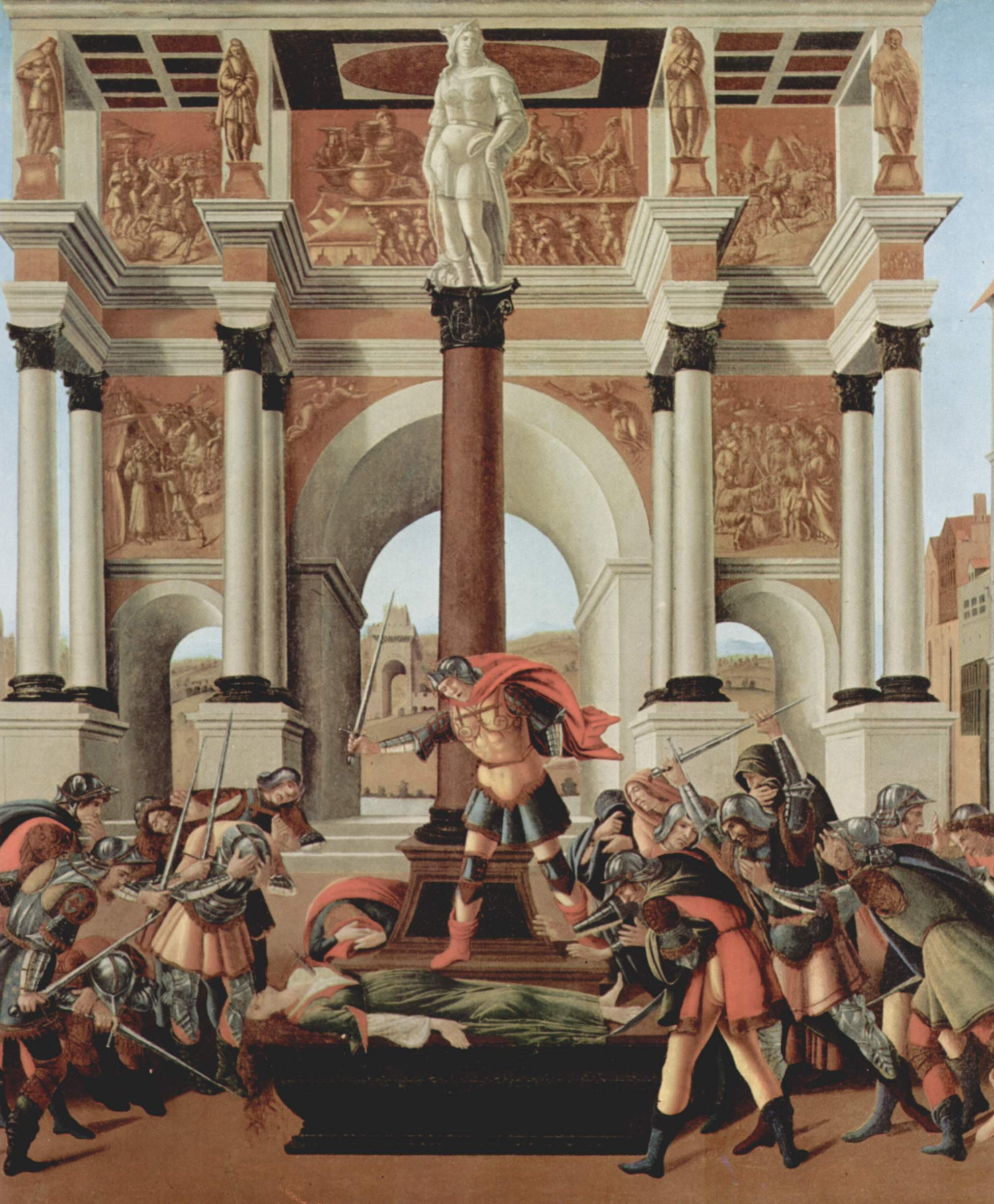
《卢克丽霞的故事》细节(约1500–01)，桑德罗·波提切利。拿着剑的公民们正在宣誓推翻君主制。

国王、他的儿子们和一群侍从听说了罗马的战况后，马上骑马进城，留下提都斯·贺米尼乌斯和马尔库斯·贺拉提乌斯在阿尔代亚指挥军队。罗马的城门被封锁，城墙上有武装人员把守，他们回到营地。与此同时，革命委员会发来的信件由贺米尼乌斯和贺拉提乌斯念给部队听。这些人按单位集合起来进行投票，投票证实了革命的结果。在一个故事中，塔克文一家逃到了加比，与阿尔代亚达成了15年的停火协议。军队返回罗马。
苏培布斯在加比并不长。他不得不和他的人撤退到塔尔奎尼亚，企图在那里领导伊特鲁里亚人举兵干涉。在另一个故事中，他和他的两个儿子直接去了塔尔奎尼亚；第三个塔克文试图恢复对加比的控制，但是被暗杀了。罗马人不得不面对伊特鲁里亚人（豪拉提乌斯·科克莱斯）和拉丁同盟 （里吉勒斯湖之战）的干涉。反对塔克文一家的声音很激烈。克拉第努斯因宪法问题被要求辞职。克拉第努斯辞职后，由普布利乌斯·瓦列利乌斯·普布利科拉接任。